# SS Great Republic
El SS Great Republic era un buque de vapor de rueda lateral y el mayor transatlántico de pasajeros de la costa oeste de Estados Unidos cuando encalló cerca de la desembocadura del río Columbia, en Sand Island, Grays Harbor, al sur de Ilwaco (Estado de Washington), en 1879, en una región de frecuentes naufragios conocida como el Cementerio del Pacífico.

## Hundimiento

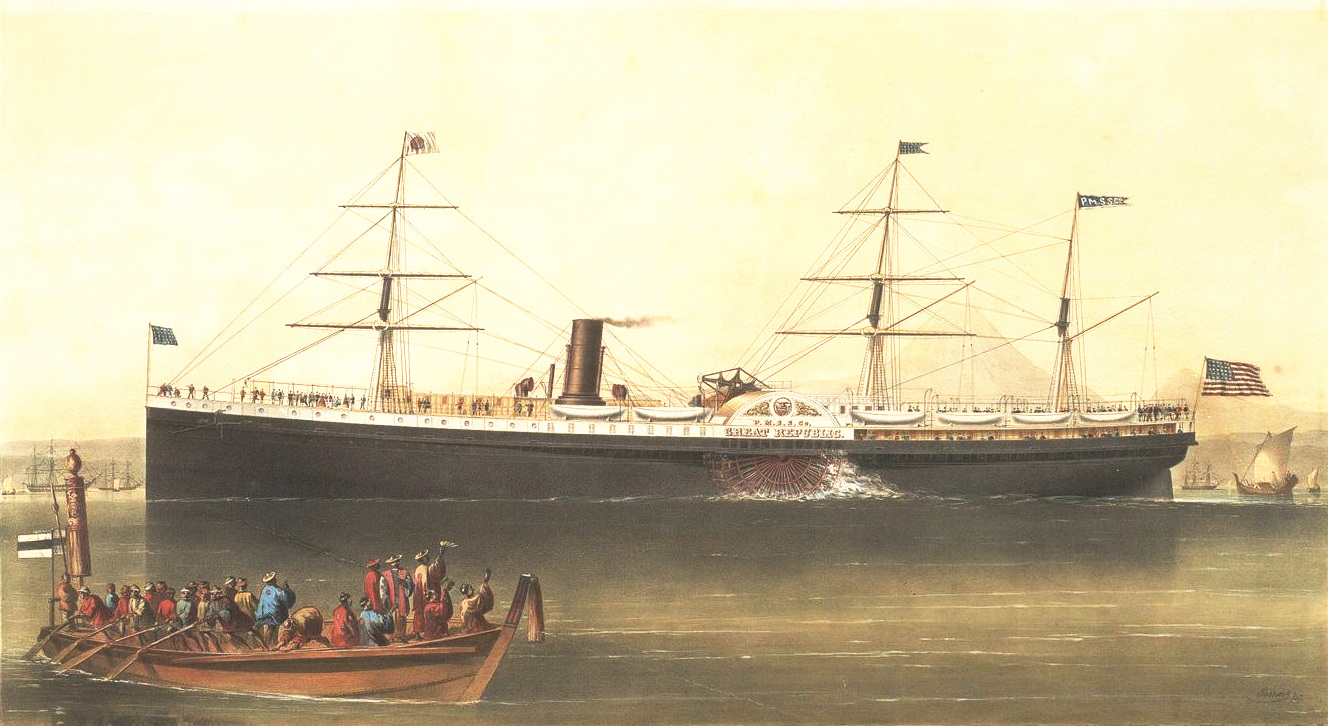
Dibujo del Great Republic

El Great Republic resultó no ser rentable en el comercio con China y fue vendido en 1878 a P.B. Cornwall para prestar servicio a lo largo de la costa del Pacífico estadounidense.
El 19 de abril de 1879, en una noche clara y tranquila, el buque viajaba con más de 1.000 pasajeros y tripulación, o con 94 tripulantes y 579 pasajeros. Tras cruzar la Columbia Bar al comienzo de una marea menguante, el piloto no hizo caso de las advertencias del capitán y encalló en Sand Island.
A la mañana siguiente, el capitán evacuó a los 896 pasajeros a Astoria (Oregón) en barcos locales. La tripulación permaneció a bordo para reflotar el buque, pero las olas de la tormenta empezaron a romper el casco y abandonaron el barco. La última embarcación en salir (excepto la del capitán y el piloto) volcó tras romperse un remo de dirección, arrojando a 14 hombres al agua, lo que provocó la muerte de once de ellos, o de los 14. Las olas hicieron que el buque se perdiera por completo, aunque partes de los restos permanecieron visibles en marea baja durante muchos años.
El libro Pacific Graveyard de James Gibbs Jr. afirma que el Great Republic zarpó de San Francisco en la primavera de 1879 y llegó a la desembocadura del río Columbia en la medianoche del 18 de abril, y que se dirigía a Portland, Oregón, río arriba, cuando encalló en Sand Island y se perdió, lo que contradice algunos relatos que afirman que el barco viajaba en dirección contraria, mar adentro. Las fuentes primarias citadas en el libro de Gibbs apoyan su versión de la historia, como sigue:

El relato más fidedigno del naufragio fue el del capitán James Carroll, que testificó en una vista especial celebrada tras la pérdida del buque: "No había ni una ondulación en el agua, y pasamos por encima de la barra con una campana lenta durante todo el trayecto, cruzando con seguridad y alcanzando la boya interior. El primer y el tercer oficial estaban al acecho conmigo. Yo tenía un par de anteojos y fui el primero en descubrir la Isla de la Arena, y encontré el rumbo correcto. Se lo comuniqué al piloto, que aún no la había visto. Estuvimos navegando unos dos minutos y le dije al piloto que creía que nos estábamos acercando demasiado a la isla y que era mejor que la subiera. Me contestó: "No creo que nos hayamos acercado lo suficiente". Un minuto más tarde le dije: "Lleva el timón a babor y ponlo a tope, porque creo que te estás acercando demasiado a la isla". No contestó, pero corrió durante unos cinco minutos y luego puso el timón a babor, y el barco viró hacia arriba, en dirección a Astoria, pero la marea de reflujo lo alcanzó por la proa de estribor y, al estar tan cerca de la isla, lo envió a la escollera.